# Leptorchestes separatus
Leptorchestes separatus är en spindelart som beskrevs av Wesolowska, Szeremeta 200. Leptorchestes separatus ingår i släktet Leptorchestes och familjen hoppspindlar. Inga underarter finns listade i Catalogue of Life.